# Strafgewalt
Der Strafgewalt oder Strafbann ist im deutschen Strafprozessrecht die Strafmaßbefugnis des im Hauptverfahren entscheidenden Gerichts. Je nach Gericht ist die Strafmaßbefugnis begrenzt (daher: Strafbann). Während es für Landgerichte keine Grenze der Strafgewalt gibt (sie dürfen nach § 38 StGB also Freiheitsstrafe bis zu 15 Jahre oder lebenslang aussprechen), darf am Amtsgericht keine Strafe verhängt werden, die über 4 Jahre Freiheitsstrafe hinausgeht (§ 24 Abs. 2 GVG).

## Zuständigkeit
Was für Strafen einzelne Gerichte aussprechen, ergibt sich häufig durch ihre Zuständigkeit, die sich wiederum durch die Straferwartung seitens der Staatsanwaltschaft ergibt.
- Ein Einzelrichter am Amtsgericht (im GVG Strafrichter genannt) ist zuständig, bei einer Straferwartung von bis zu 2 Jahren Freiheitsstrafe (§ 25 GVG); die verhängte Strafe darf nicht über 4 Jahre hinausgehen. Nach herrschender Meinung muss ein Strafrichter Fälle, bei denen er mehr als zwei (aber weniger als vier) Jahre verhängen möchte, nicht an ein Schöffengericht abgeben.[1]
- Ein Schöffengericht am Amtsgericht ist zuständig, wenn nicht ein Strafrichter zuständig ist (§ 28 GVG). Das heißt bei einer Straferwartung bis 4 Jahre Freiheitsstrafe, die hinsichtlich der Rechtsfolgen auch nicht überschritten werden darf.
- Landgerichte sind nach § 24 GVG zuständig für Verfahren nach § 74, § 74a oder § 76 GVG, oder wenn die Straferwartung vier Jahre übersteigt, oder wenn es die Staatsanwaltschaft für geboten hält. Die Strafgewalt der Strafkammern der Landgerichte ist unbegrenzt (d. h. nach § 38 StGB bis zu 15 Jahre Freiheitsstrafe oder lebenslang).
- Wie bei den Strafkammern trifft dies auch auf die Strafsenate beim Oberlandesgericht zu.

Überschreitet das Amtsgericht seine Strafmaßbefugnis, so liegt ein Revisionsgrund vor.